# Starostwo powiatowe

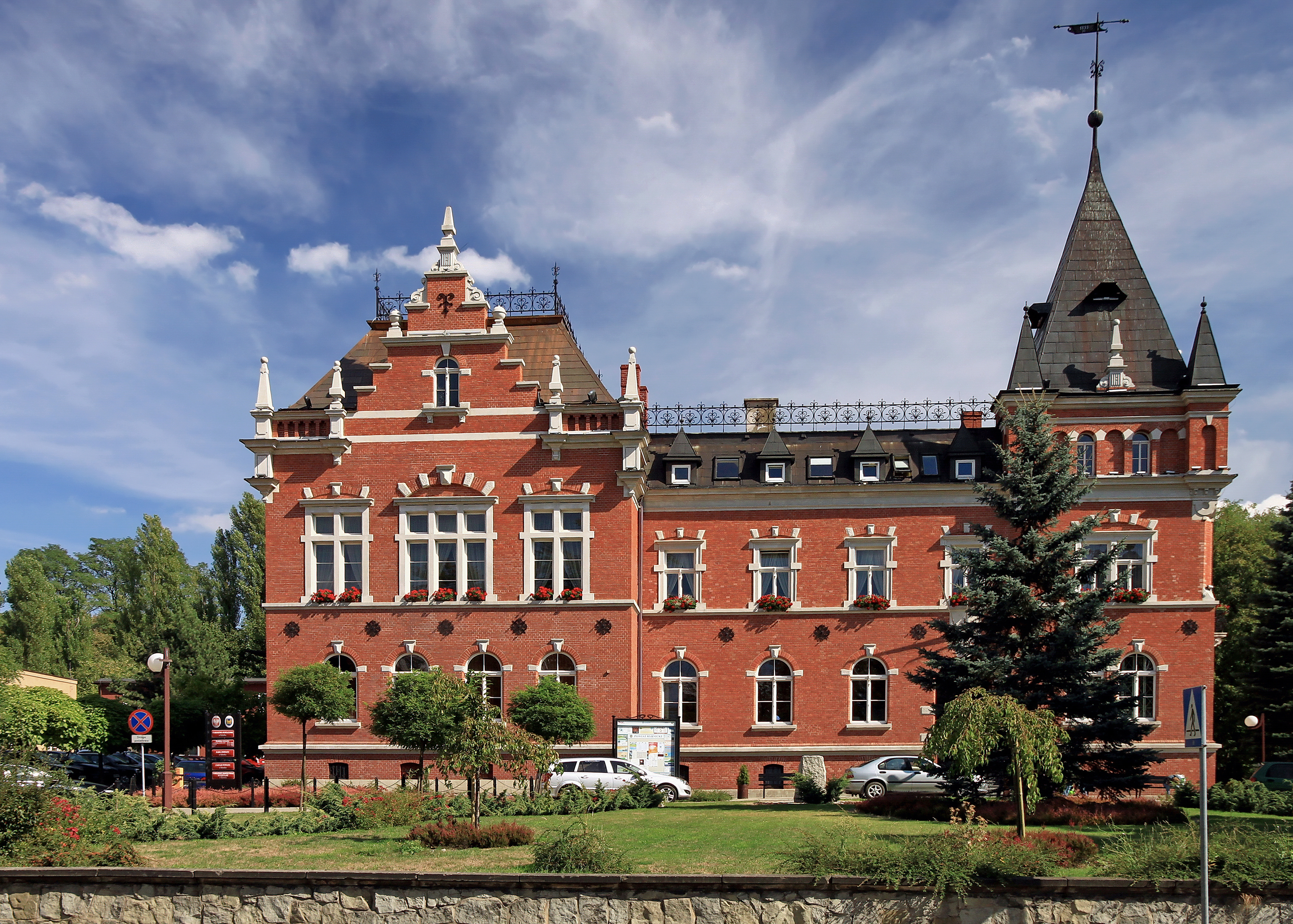
Starostwo powiatowe w Rybniku

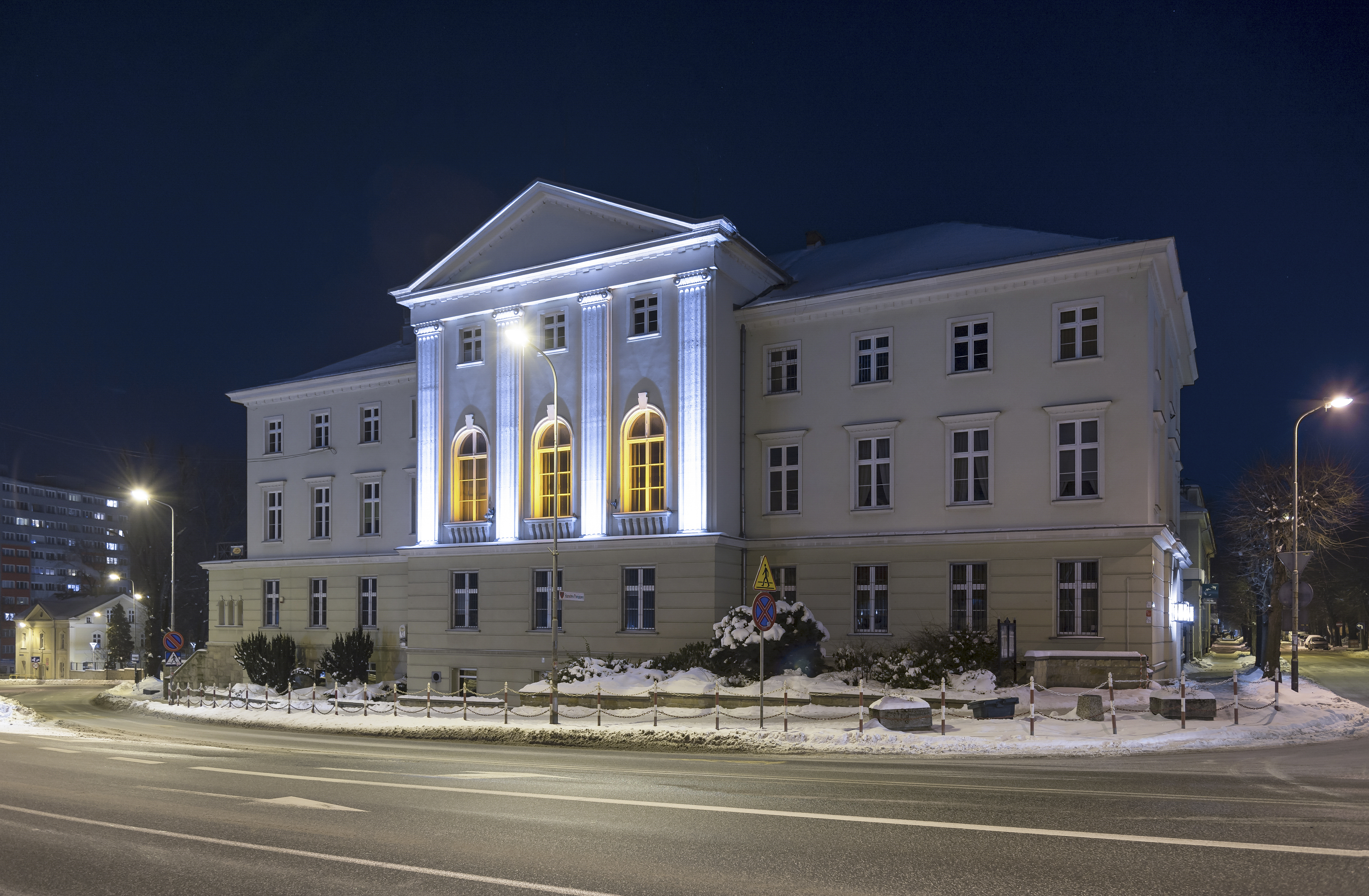
Starostwo powiatowe w Kłodzku

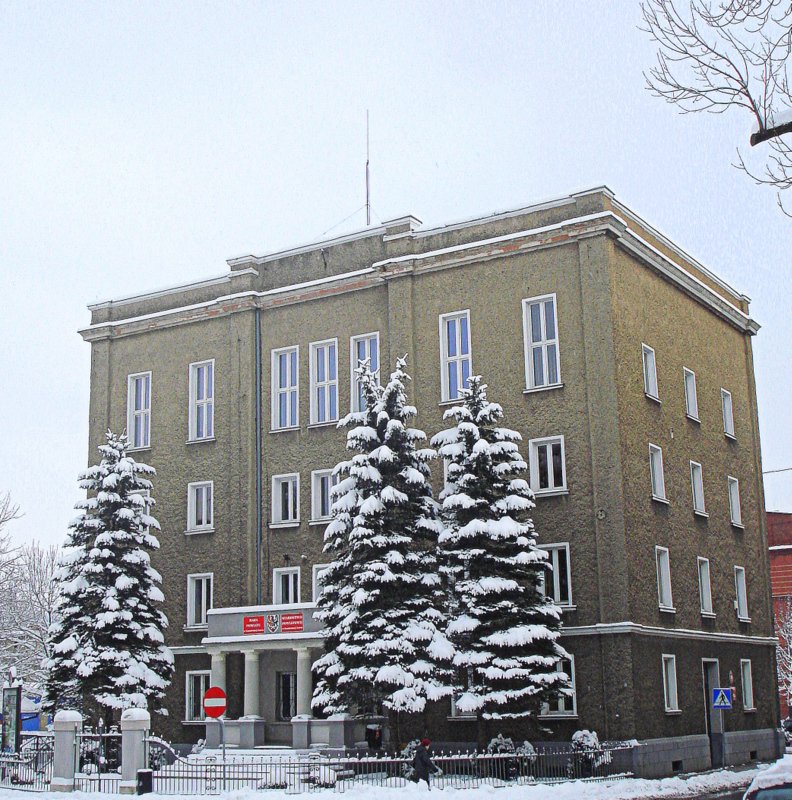
Starostwo powiatowe w Kamiennej Górze

Starostwo powiatowe – urząd obsługujący starostę oraz organy powiatu. 

## Osoby zatrudnione w starostwie powiatowym
W starostwie powiatowym zatrudnia się:
- starostę – na podstawie wyboru (wybierany przez radę powiatu),
- wicestarostę – na podstawie wyboru (wybierany przez radę powiatu na wniosek starosty),
- etatowych członków zarządu powiatu – na podstawie wyboru (wybierany przez radę powiatu na wniosek starosty),
- skarbnika powiatu – na podstawie powołania (powoływany przez radę powiatu na wniosek starosty),
- sekretarza powiatu – na podstawie umowy o pracę,
- geodetę powiatowego – na podstawie umowy o pracę,
- powiatowego rzecznika konsumentów – na podstawie umowy o pracę,
- pozostałych pracowników na stanowiskach urzędniczych, w tym kierowniczych urzędniczych – na podstawie umowy o pracę,
- pracowników na stanowiskach pomocniczych i obsługi – na podstawie umowy o pracę,
- pracowników I i II stopnia w ramach prac interwencyjnych lub robót publicznych – na podstawie umowy o pracę.

Do pracowników starostwa powiatowego stosuje się przepisy ustawy z 21 listopada 2008 r. o pracownikach samorządowych.

## Zadania starostwa powiatowego
Organizację oraz zasady funkcjonowania starostwa określa regulamin organizacyjny uchwalany przez zarząd powiatu.
Do zadań właściwych merytorycznie pracowników starostwa należy m.in.:
- obsługa administracyjno-biurowa rady powiatu i komisji rady,
- obsługa administracyjno-biurowa młodzieżowej rady powiatu,
- obsługa administracyjno-biurowa powiatowej komisji bezpieczeństwa i porządku,
- wsparcie zarządu powiatu w wykonywaniu zadań powiatu,
- wydawanie decyzji administracyjnych z upoważnienia starosty,
- wydawanie decyzji administracyjnych z upoważnienia zarządu powiatu.

W stosunku do pracowników wykonujących zadania organizacyjne, prawne oraz inne związane z funkcjonowaniem rady, komisji i radnych, uprawnienia zwierzchnika służbowego wykonuje przewodniczący rady powiatu. 
W mieście na prawie powiatu zadania starostwa powiatowego wykonuje urząd miasta.